# Иссык-Кульский областной комитет КП Киргизии
Иссык-Кульский областной комитет КП Киргизской ССР - орган управления Иссык-Кульской областной парторганизацией, существовавшей в 1939-1959 и 1970-1991 годах.
Иссык-Кульская область образована 21.11.1939 с центром в г. Пржевальск. 27.01.1959 упразднена. Вновь создана 11.12.1970, в июле 1989-1991 областной центр находился в г. Иссык-Куль, в 1991 вернулся в Пржевальск (в 1991 переименован в Каракол).

## Первые секретари обкома
- /01.1941/ — Родионов, Алексей Васильевич
- 1943—1944 — Никулин, Виктор Михайлович
- 1944—1945 — Жыргалбаев, Узак
- 1945—1947 — Джаркимбаев, Абдыш
- 1947—1952 — Иманалиев, Шадыкан
- 1952—1955 — Айтбаев, Сыдыкалы
- 1955—1959 — Аламанов, Баян
- 1971-01.1979 — Дуйшеев Арстанбек Дуйшеевич
- 01.1979-27.06.1985 — Масалиев Абсамат Масалиевич
- 27.06.1985-1986 — Джумагулов, Апас Джумагулович
- 1986-22.10.1988 — Хрестенков, Анатолий Павлович
- 22.10.1988-04.1991 — Аманбаев Джумгалбек Бексултанович
- 04-08.1991 — Турдубаев Жолочу Турдубаевич